# BA-127
La carretera BA-127 es de titularidad de la Diputación de Badajoz. Su categoría es de Carretera local. Su denominación es   BA-127  , de Santa Marta (Badajoz) a Solana de los Barros.

## Distancia
La carretera tiene una distancia total de 15,2 kilómetros, además se une en Santa Marta (Badajoz) con la   BA-098  y en Solana de los Barros con la      BA-054 .

## Peligros
La carretera no muestra peligro en sí, pero cabe destacar como punto más peligroso el cruce con la   BA-022 , en la que hay que extremar la precaución y bajar la velocidada hasta 40 km/h.

## Modificaciones
La carretera no ha sufrido modificaciones desde su creación, aunque la obra más reciente realizada tuvo lugar en 2010, con una señalización , una pintura de vía y un asfalto nuevo.

## Velocidades
No disponemos información sobre la velocidad máxima, pero tiene una aconsejable de 50 km./h.
Esta totalmente prohibido el tránsito de camiones que superen las 15 toneladas de peso.
- Datos: Q5715554